# Ирвинг Луис Хоровиц
Ирвинг Луис Хоровиц (енгл. Irving Louis Horowitz; Њујорк, 25. септембар 1929 — Принстон, 21. март 2012) био је амерички социолог, писац и професор који је интензивно писао и предавао у својој области.

## Биографија
Ирвинг Луис Хоровиц је рођен у граду Њујорку, 25. септембра 1929. године, од оца Луиса и мајке Естер Тепер Хоровиц. Започео је своје више школовање на Колеџу града Њујорка, магистрирао на Универзитету Колумбија, и докторирао на Универзитету у Буенос Аиресу.
Био је један од потписника II Хуманистичког манифеста 1973. године.
Преминуо је 21. марта 2012. године, услед компликација операције срца.

## Академске позиције и консултације
Након што је започео своју каријеру као асистент друштвене теорије на Универзитету у Буенос Аиресу, 1956-1958, Хоровиц је провео наредних четрдесет и више година у разним академским институцијама у Индији, Токију, Мексику и Канади. Поред својих наставних позиција, био је саветодавни члан особља Латино-Америчког Истражног Центра (енгл. Latin American Research Center), 1964-1970; и консултант Међународне Образовне Дивизије, Форд Фондације (енгл. Ford Foundation), 1959-1960. 
Од 1963. до 1969. године, Хоровиц ради као професор социологије на Вашингтонском универзитету у Сент Луису. Он је такође био гостујући професор на Универзитету Станфорд, Универзитету Висконсин-Медисон, Краљевском универзитету у Канади, Универзитету у Калифорнији, као и предавач у Аргентини, Израелу и Индији.

### Трансакцијски Издавачи иДруштво
Хоровиц је био оснивачки уредник научног часописа Друштво (енгл. Society), који је објављивао текстове о социологији, политици, као и друштвене критике. Основан је као Трансакције: Друштвене Науке и Модерно Друштво, 1962. године. Њега је 2007. године купио Спрингер, немачка издавачка компанија.

## Признања и награде
Током своје академске каријере, Хоровиц је добитник многих награда; укључујући и један посебан цитат америчког Фонда Карнеги за међународни мир. (енгл. Carnegie Endowment for International Peace) за своју књигу "Идеја о рату и миру у савременој филозофији"; као и признање часописа Тајм као лидера нове расе радикалних социолога.
Био је члан Савета Карнеги, Америчког удружења издавача (енгл. American Association of Publishers), Америчког удружења за унапређење науке (енгл. American Association for the Advancement of Science), и бивши председник (1961-1962) Социолошког Друштва државе Њујорк.

## Научни доприноси
Као аутор више од двадесет пет књига и уредник бројних других наслова, Хоровиц је анализирао прегршт разноликих тема, попут утицаја Сан Мјунг Муна и Цркве Уједињења на америчку политику; будућности објављивања књига, и политике на Куби. Био је председник Трансакцијских Издавача.
Рано током своје каријере, Хоровиц је био студент левичарског социолога Чарлса Р. Милса, професора на Универзитету Колумбија, чије најзначајније књиге укључују "Елита власти", "Бели оковратник" и "Социолошка имагинација". Хоровиц је редиговао две постхумне збирке Милсовог рада, укључујући и "Културни апарат".
Током више деценија, па све до своје смрти, Хоровиц је радио на развоју политичке социологије која би могла да измери степен личне слободе једног друштва и државно-санкционисаног насиља. Као резултат његовог рада, стандард за квалитет живота у било којој нацији или друштвеном систему може бити изграђен на основу броја насумице убијених људи, мучених, повређених, ухапшених, или лишених основних грађанских права и слобода. Хоровиц је покушао да изгради мост између своје тадашње анализе државне власти и ауторитета, и својих ранијих студија компаративног међународног раслојавања и развоја. Он је био кључ за увођење фразе "Трећег Света" у лексикон социјалног истраживања. 
Он је био става да је објављивање претходних публикација у различитим форматима неопходно у друштвеним наукама како би се проширили резултати истраживања и исти постали корисни друштву.

### Геноцид
Хоровиц је често писао о геноциду: "Прво долази акт, а затим долази реч: Прво је [злочин] геноцид извршен, а онда се језик појављује да опише феномен." Он је оставио трајне доприносе на ову тему, укључујући: "Геноцид: Државна власт и масовна убиства", "Узимање живота: Геноцид и државна власт", и "Геноцид и реконструкција друштвене теорије: Запажања о ексклузивности колективне смрти." 
Хоровицеви последњи научни комади о геноциду били су његов увод у Р.Ј. Румелову књигу "Смрт од стране владе" ., и његов лични есеј о државном терору, "Бројање тела"

### Критика марксистичких трендова у социологији
Хоровиц је такође познат по свом делу из 1994. године: "Декомпозиција социологије", у којем тврди да је дисциплина у паду због претерано идеолошке теорије, помака од америчке социологије и према европским (посебно марксистичким) трендовима, као и очигледан недостатак значаја у креирању полиса: "Декомпозиција социологије је почела када је ова велика традиција постала предмет идеолошког мишљења, а инфериорна традиција избила на површину услед освита тоталитарних тријумфа."